# 東京都立八柱霊園
東京都立八柱霊園（とうきょうとりつやはしられいえん）は、千葉県松戸市田中新田にある東京都立の霊園。

## 概要
東京市の墓地の不足に対処するため、1930年（昭和5年）に郊外墓地として計画され、1931年（昭和6年）に現在地に建設が決定した。開園日は1935年（昭和10年）7月1日である。東京市の施設では「霊園」の名が付く最初の施設だった。1937年（昭和12年）には納骨堂が開設された。
都市計画法に基づく都市施設名称は、東京都市計画墓園第5号八柱墓園として、東京都市計画区域外ながらも、1944年（昭和19年）に都市計画決定されている。面積は105ヘクタール（約1平方キロメートル）東京ドーム約20個分の面積に相当する。
1961年（昭和36年）に芝生墓地、1991年（平成3年）に壁型墓地、2013年（平成25年）に合葬式墓地が開設された。
周辺一帯は起伏に富んだ地形となっており、霊園も小高い丘とその谷間に造られている。なだらかな丘は芝生でおおわれ、谷間にはフランス風の幾何学模様の庭園がある。
700メートルの参道の両側には、ケヤキ並木を有し、長方形の敷地の半分が墓所、残りは園路、植え込み地、広場などの公園になっている。ほかに宝塔形の給水塔や噴水などがあり、美しい景観になっている。
近隣住民や霊園周辺に存在する松戸市立の小中学校の遠足やマラソン大会、ウォーキングコースとして人気があり、都区内近郊の公園としても親しまれている。
都立霊園は、申込時に一定要件を満たした東京都在住者に利用が限られるが、この霊園については「立地に対する配慮」として、松戸市民に対しても特例で利用枠が割り当てられている。園内には西條八十、嘉納治五郎、松山恵子など著名人の墓もある。

## 歴史
- 1935年（昭和10年）7月 - 東京市営の霊園として当時の千葉県東葛飾郡八柱村に設立。
- 1943年（昭和18年）7月 - 都制施行により東京市営霊園が東京都に引き継がれる。
- 2013年（平成25年） 　-合葬式墓地（納骨堂）ができる。

## 埋葬されている主な著名人
- 嘉納治五郎（柔道家）
- 千葉さな子（千葉定吉の二女）[2]
- レオニード・クロイツァー（ピアニスト・指揮者）
- 大村能章（作曲家）
- 山之口貘（詩人）
- 西條八十（詩人）
- 土門拳（写真家）
- 松山恵子（演歌歌手）
- 田山幸憲（パチプロ・作家）
- 杉村楚人冠（新聞記者・随筆家・俳人）
- 三宅久之（新聞記者、政治評論家）
- 大谷米太郎（実業家）
- 血脇守之助（東京歯科大学創立者）
- 田久保英夫（作家）
- 江上トミ（料理研究家）
- 花田清輝（作家・評論家）
- 大内山平吉（大相撲大関）
- 琴櫻傑將（大相撲横綱）
- 神吉晴夫（編集者）
- 奥山儀八郎（版画家）
- 辻征夫（詩人）
- 小松崎茂（挿絵画家）
- 日沼倫太郎（文芸評論家）

## アクセス
- 日本橋・浅草方面から
  - 松飛台駅：北総線
  - 東松戸駅：北総線 成田スカイアクセス線
- 新松戸方面から
  - 東松戸駅：JR武蔵野線
- 松戸方面から
  - 八柱駅：京成松戸線
    - 八柱霊園停留所：京成バス千葉ウエスト松戸東営業所 8、8A、15

### 都立霊園
- 青山霊園
- 雑司ヶ谷霊園
- 染井霊園
- 谷中霊園
- 多磨霊園
- 小平霊園

### 近隣
- 東松戸駅
- 新八柱駅、八柱駅
- 松飛台駅
- 東松戸ゆいの花公園